# Rosa nipponensis
Rosa nipponensis es una especie de planta del género Rosa, de la familia Rosaceae.

## Taxonomía
Rosa nipponensis fue descrita por Crép. en 1875.

## Distribución
Se encuentra en el territorio de Japón.